# Sommerbiathlon-Europameisterschaften 2012
Die 9. offenen Sommerbiathlon-Europameisterschaften 2012 fanden vom 25. bis 29. Juli im slowakischen Osrblie statt. Die Wettbewerbe wurden in den Crosslauf-Disziplinen Sprint sowie Verfolgung bei Männern und Frauen und in der Mixed-Staffel ausgetragen. Es war die höchstwertige Veranstaltung im Crosslauf-Biathlon des Jahres und folgte auf die Rennen des IBU-Sommercup 2012.
Erfolgreichste Nation war Russland mit drei von fünf möglichen Titeln. Rinat Gilasow wurde mit drei Titeln auch der erfolgreichste Einzelteilnehmer. Die beiden anderen Titel gingen an die Ukrainerin Switlana Krikontschuk, die zudem eine weitere Silbermedaille gewann und damit erfolgreichste Frau war. Aus dem DACH-Raum waren nur deutsche Athleten am Start, die mit Bronze durch Judith Wagner im Frauensprint und Bronzemedaillen für Thordis Arnold in Sprint und Verfolgung der Juniorinnen und mit der Junioren-Mixed-Staffel einige Erfolge erreichen konnten. Wagners Medaille war die erste Einzelmedaille bei den Senioren, die seit der zweiten Austragung der Europameisterschaft 2005 von deutschen Athleten gewonnen wurde.

## Männer

### Sprint 4 km
| Platz | Sportler                | Zeit    | Schieß- fehler |
| ----- | ----------------------- | ------- | -------------- |
| 1     | Rinat Gilasow           | 14:01,5 | 0+0            |
| 2     | Rustem Dawletschin      | +0:03,2 | 1+0            |
| 3     | Witali Kabardin         | +0:30,3 | 0+2            |
| 4     | Ruslan Nasirov          | +0:30,4 | 2+3            |
| 5     | Alexander Katschanowski | +0:36,9 | 2+2            |
| 6     | Andrij Wosnjak          | +0:37,1 | 1+0            |
| 7     | Wadim Kutlijarow        | +0:43,8 | 2+2            |
| 8     | Matej Kazár             | +0:47,3 | 2+2            |
| 9     | Maxim Adijew            | +0:50,6 | 1+1            |
| 10    | Tomáš Bystřický         | +0:53,1 | 1+0            |
| 11    | Dušan Šimočko           | +0:54,8 | 2+0            |
| 12    | Radovan Cienik          | +1:10,8 | 0+1            |
| 13    | Miroslav Matiaško       | +1:21,0 | 1+3            |
| 14    | Niklas Heyser           | +1:23,5 | 2+0            |
| 15    | Marian Válek            | +1:26,1 | 0+0            |
| 16    | Łukasz Szczurek         | +1:27,8 | 2+0            |
| 17    | Wolodymyr Morawskyj     | +1:40,8 | 1+0            |
| 18    | Ikrom Ahmadboyev        | +1:44,5 | 1+0            |
| 19    | Petr Balcar             | +1:44,9 | 1+2            |
| 20    | Grzegorz Bril           | +1:46,5 | 1+3            |
| 21    | Paul Böttner            | +1:48,5 | 1+0            |
| 22    | Michael Herr            | +1:51,3 | 2+2            |
| 23    | Tomáš Hasilla           | +1:56,5 | 1+2            |
| 24    | Krzysztof Pływaczyk     | +1:57,3 | 1+2            |
| 25    | Hendrik Redeker         | +2:15,8 | 3+2            |
| 26    | Norbert Gröne           | +2:53,9 | 3+4            |
| 27    | Zsolt Reznyicsek        | +4:48,8 | 1+2            |

Datum: Freitag, 27. Juli 2011, 11:00 Uhr

Es starteten alle 27 gemeldeten Athleten aus neun Ländern. Die russischen Läufer feierten einen Dreifachtriumph. Das Rennen der Junioren gewann  Iwan Kusakin vor  Aleksey Petrenko und  Artem Tyshenko.

### Verfolgung 6 km
| Platz | Sportler                | Zeit     | Schieß- fehler |
| ----- | ----------------------- | -------- | -------------- |
| 1     | Rinat Gilasow           | 23:57,1  | 1+2+1+0        |
| 2     | Ruslan Nasirov          | +0:36,8  | 1+2+4+1        |
| 3     | Matej Kazár             | +0:45,7  | 1+2+2+1        |
| 4     | Rustem Dawletschin      | +1:08,3  | 1+3+1+3        |
| 5     | Wadim Kutlijarow        | +1:18,6  | 3+2+1+2        |
| 6     | Maxim Adijew            | +1:25,8  | 2+0+0+0        |
| 7     | Witali Kabardin         | +1:39,8  | 2+2+1+2        |
| 8     | Alexander Katschanowski | +1:48,9  | 3+2+3+2        |
| 9     | Miroslav Matiaško       | +2:11,4  | 1+1+1+3        |
| 10    | Łukasz Szczurek         | +2:13,3  | 0+0+1+1        |
| 11    | Andrij Wosnjak          | +2:34,9  | 2+1+2+1        |
| 12    | Michael Herr            | +2:42,9  | 0+2+2+1        |
| 13    | Dušan Šimočko           | +2:48,7  | 1+3+1+1        |
| 14    | Radovan Cienik          | +2:51,0  | 3+2+0+1        |
| 15    | Tomáš Bystřický         | +3:01,3  | 2+2+1+1        |
| 16    | Tomáš Hasilla           | +3:06,5  | 0+1+1+1        |
| 17    | Marian Válek            | +3:10,3  | 0+0+0+1        |
| 18    | Petr Balcar             | +3:48,6  | 2+2+0+2/3      |
| 19    | Grzegorz Bril           | +3:50,5  | 0+1+2+1        |
| 20    | Hendrik Redeker         | +3:54,3  | 3+1+1+2        |
| 21    | Norbert Gröne           | +4:08,3  | 2+1+1+1        |
| 22    | Krzysztof Pływaczyk     | +5:00,6  | 1+1+2+2        |
| 23    | Niklas Heyser           | +5:08,4  | 4+4+1+2        |
| 24    | Paul Böttner            | +5:22,7  | 1+0+3+1        |
| 25    | Ikrom Ahmadboev         | +6:24,2  | 2+4+1+2        |
| 26    | Zsolt Reznyicsek        | +13:21,2 | 3+1+4+3        |
| dsq   | Wolodymyr Morawskyj     |          |                |

Datum: Sonnabend, 28. Juli 2011, 11:00 Uhr

Es starteten alle 27 qualifizierten Athleten aus neun Ländern. Russland konnte seinen Dreifachtriumph aus dem vorangegangenen Sprintrennen nicht wiederholen, doch gewannen es erneut durch Rinat Gilasow den Titel und platzierte alle weiteren fünf Teilnehmer auf den Rängen vier bis acht. Der Ukrainer Wolodymyr Morawskyj wurde aufgrund eines Frühstarts um mehr als drei Sekunden disqualifiziert. Der Ungar Zsolt Reznyicsek erhielt eine Zeitstrafe von +1:49,0, der Tscheche Petr Balcar eine Zeitgutschrift von 17 Sekunden für einen fälschlicherweise nicht anerkannten Treffer.
Das Rennen der Junioren gewann  Aleksey Petrenko vor  Kirill Komarow und  Iwan Kusakin.

## Frauen

### Sprint 3 km
| Platz | Sportler              | Zeit    | Schieß- fehler |
| ----- | --------------------- | ------- | -------------- |
| 1     | Switlana Krikontschuk | 12:36,6 | 0+0            |
| 2     | Anastasiya Kuzmina    | +0:14,2 | 2+0            |
| 3     | Judith Wagner         | +0:27,8 | 1+1            |
| 4     | Irina Kudrizkaja      | +0:41,4 | 2+0            |
| 5     | Alexandra Walischina  | +0:45,9 | 3+1            |
| 6     | Pavla Schorná         | +0:54,4 | 2+3            |
| 7     | Tetjana Tratschuk     | +0:58,2 | 0+2            |
| 8     | Terézia Poliaková     | +1:00,3 | 0+2            |
| 9     | Olga Prokopjewa       | +1:01,1 | 1+1            |
| 10    | Jana Gereková         | +1:10,5 | 2+1            |
| 11    | Jelena Jaschkina      | +1:23,8 | 1+1            |
| 12    | Jekaterina Smirnowa   | +1:34,5 | 3+0            |
| 13    | Tatjana Kasakowa      | +1:41,9 | 1+2            |
| 14    | Paulina Bobak         | +1:42,2 | 1+0            |
| 15    | Jitka Pešinová        | +2:06,5 | 1+1            |
| 16    | Marina Hmelevskaya    | +2:10,5 | 3+4            |
| 17    | Magdalena Gwizdoń     | +2:29,8 | 2+2            |
| 18    | Ksenija Pljaskina     | +2:30,8 | 2+2            |
| 19    | Martina Chrapánová    | +2:50,7 | 3+0            |
| 20    | Grit Otto             | +2:53,7 | 1+0            |
| 21    | Katarzyna Leja        | +3:02,1 | 1+3            |
| 22    | Vladimíra Točeková    | +4:09,6 | 3+3            |
| 23    | Alina Ayupova         | +4:14,1 | 2+3            |
| 24    | Anett Bozsik          | +5:29,5 | 1+5            |
| dsq   | Natália Prekopová     |         |                |
| dns   | Lea Johanidesová      |         |                |

Datum: Freitag, 27. Juli 2011, 14:00 Uhr

Es starteten 25 von 26 gemeldeten Athletinnen aus neun Ländern. Natália Prekopová wurde wegen Verlassens der markierten Strecke disqualifiziert.
Das Rennen der Junioren gewann  Monika Hojnisz vor  Jelena Jarkowa und  Thordis Arnold.

### Verfolgung 5 km
| Platz | Sportler              | Zeit     | Schieß- fehler |
| ----- | --------------------- | -------- | -------------- |
| 1     | Switlana Krikontschuk | 23:25,5  | 0+0+1+2        |
| 2     | Anastasiya Kuzmina    | +0:20,0  | 2+1+1+2        |
| 3     | Olga Prokopjewa       | +0:59,1  | 2+1+0+1        |
| 4     | Pavla Schorná         | +1:19,0  | 2+1+4+2        |
| 5     | Irina Kudrizkaja      | +1:30,6  | 1+0+3+2        |
| 6     | Terézia Poliaková     | +2:04,1  | 0+0+2+2        |
| 7     | Alexandra Walischina  | +2:10,4  | 3+3+3+2        |
| 8     | Tetjana Tratschuk     | +2:26,7  | 0+1+2+2        |
| 9     | Jekaterina Smirnowa   | +2:50,8  | 2+1+0+1        |
| 10    | Judith Wagner         | +2:59,0  | 4+3+2+1        |
| 11    | Tatjana Kasakowa      | +3:07,1  | 1+0+1+2        |
| 12    | Jelena Jaschkina      | +4:39,4  | 3+2+1+2        |
| 13    | Paulina Bobak         | +4:49,5  | 0+1+2+2        |
| 14    | Jitka Pešinová        | +4:57,5  | 2+0+2+1        |
| 15    | Katarzyna Leja        | +5:40,6  | 1+0+2+0        |
| 16    | Marina Hmelevskaya    | +5:48,2  | 4+2+4+5        |
| 17    | Magdalena Gwizdoń     | +5:56,5  | 3+1+1+2        |
| 18    | Grit Otto             | +6:34,9  | 1+1+0+1        |
| 19    | Martina Chrapánová    | +9:05,9  | 3+3+2+1        |
| 20    | Anett Bozsik          | +13:26,1 | 3+2+1+3        |

Datum: Sonnabend, 28. Juli 2011, 14:00 Uhr

Es starteten 20 von 24 qualifizierten Athletinnen aus neun Ländern. Nicht an den Start gingen  Jana Gereková,  Ksenija Pljaskina,  Vladimíra Točeková und  Alina Ayupova.
Das Rennen der Junioren gewann  Monika Hojnisz vor  Jelena Jarkowa und  Thordis Arnold.

## Mixed-Staffel 2 × 3 + 2 × 4 km
| Platz | Land        | Sportler                                                              | Zeit    | Schießfehler + Nachlader        |
| ----- | ----------- | --------------------------------------------------------------------- | ------- | ------------------------------- |
| 1     | Russland    | Olga Prokopjewa Irina Kudrizkaja Rustem Dawletschin Rinat Gilasow     | 56:41,5 | 0+1 0+1 0+2 0+3 0+1 1+3         |
| 2     | Ukraine     | Switlana Krikontschuk Tetjana Tratschuk Iwan Morawskyj Andrij Wosnjak | +0:24,9 | 0+2 0+0 1+3 0+1 0+1 1+3 0+2 0+1 |
| 3     | Slowakei    | Jana Gereková Terézia Poliaková Miroslav Matiaško Matej Kazár         | +2:09,7 | 0+0 0+1 0+2 2+3 0+0 1+3 3+3 1+3 |
| 4     | Tschechien  | Pavla Schorná Lea Johanidesová Tomáš Bystřický Petr Balcar            | +2:24,4 | 0+2 2+3 0+3 0+2 0+0 2+3 0+0 1+3 |
| 5     | Deutschland | Judith Wagner Grit Otto Michael Herr Hendrik Redeker                  | +4:12,9 | 0+1 0+0 0+0 0+0 2+3 1+3 4+3 0+0 |
| 6     | Polen       | Paulina Bobak Magdalena Gwizdoń Łukasz Szczurek Grzegorz Bril         | +5:00,7 | 0+0 0+1 1+3 0+3 0+2 0+3 0+0 4+3 |

Datum: Sonntag, 29. Juli 2011, 10:00 Uhr

Am Start waren sechs Staffeln. Das Rennen der Junioren und Juniorinnen mit sieben Staffeln gewann Russland vor der Ukraine und Deutschland (Thordis Arnold, Anna Wahls, Christian Hess, Max Böttner).

## Belege
1. ↑  Sprintresultate der Männer und Junioren (PDF; 493 kB)
2. ↑  Resultate der Männerverfolgung (Seite nicht mehr abrufbar, festgestellt im Mai 2019. Suche in Webarchiven)  Info: Der Link wurde automatisch als defekt markiert. Bitte prüfe den Link gemäß Anleitung und entferne dann diesen Hinweis.
3. ↑  Resultate der Juniorenverfolgung (PDF; 493 kB)
4. ↑  Resultate des Frauensprints (Seite nicht mehr abrufbar, festgestellt im Mai 2019. Suche in Webarchiven)  Info: Der Link wurde automatisch als defekt markiert. Bitte prüfe den Link gemäß Anleitung und entferne dann diesen Hinweis.
5. ↑  Resultate des Juniorinnensprints (Seite nicht mehr abrufbar, festgestellt im Mai 2019. Suche in Webarchiven)  Info: Der Link wurde automatisch als defekt markiert. Bitte prüfe den Link gemäß Anleitung und entferne dann diesen Hinweis.
6. ↑  Resultate der Frauenverfolgung (Seite nicht mehr abrufbar, festgestellt im Mai 2019. Suche in Webarchiven)  Info: Der Link wurde automatisch als defekt markiert. Bitte prüfe den Link gemäß Anleitung und entferne dann diesen Hinweis.
7. ↑  Resultate der Juniorinnenverfolgung (Seite nicht mehr abrufbar, festgestellt im Mai 2019. Suche in Webarchiven)  Info: Der Link wurde automatisch als defekt markiert. Bitte prüfe den Link gemäß Anleitung und entferne dann diesen Hinweis.
8. ↑  Resultate des Mixed-Rennens (Seite nicht mehr abrufbar, festgestellt im Mai 2019. Suche in Webarchiven)  Info: Der Link wurde automatisch als defekt markiert. Bitte prüfe den Link gemäß Anleitung und entferne dann diesen Hinweis.
9. ↑  Resultate des Junioren-Mixed (Seite nicht mehr abrufbar, festgestellt im Mai 2019. Suche in Webarchiven)  Info: Der Link wurde automatisch als defekt markiert. Bitte prüfe den Link gemäß Anleitung und entferne dann diesen Hinweis.